# Меч Гоуцзяня

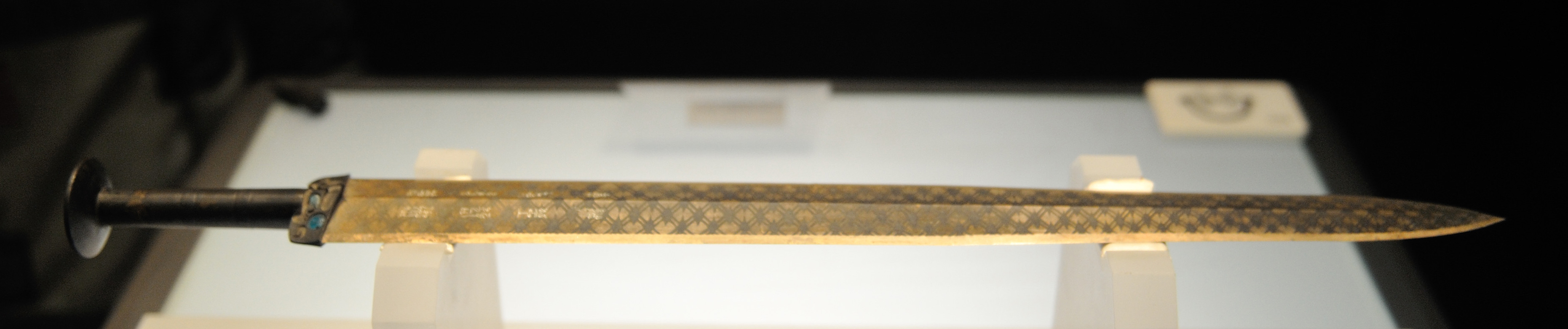
Меч в експозиції музею провінції Хубей

Меч Гоуцзяня (кит. трад. 越王勾踐 劍, спр. 越王勾践 剑, піньїнь: Yuèwáng Gōujiàn jiàn) — китайський прямий меч цзянь, знайдений в ході археологічних розкопок 1965 року в окрузі Цзінчжоу, провінція Хубей, КНР. На клинку нанесено 8 ієрогліфів стародавньої китайської писемності, шість з яких вдалося прочитати: 越王 […] 自 作用 剑. Переклад на українську мову може звучати так: «Правитель царства Юе [власна назва, розшифрувати яку не вдалося] зробив цей меч для свого використання». Після зіставлення всіх дев'яти представників правлячого дому періоду Чуньцю і наукових дискусій протягом більш ніж двох місяців, більшість істориків дійшли висновку, що меч був особистою зброєю вана (князя) Гоуцзяня (496—465 роки до н. е.). В даний час меч є національним надбанням Китаю і зберігається в музеї провінції Хубей.

## Опис артефакту
У вересні 1965 року в окрузі Цзінчжоу провінції Хубей перед будівництвом гідрологічних споруд проводилися археологічні розкопки. В результаті досліджень вчені виявили 50 стародавніх поховань, що містять майже 2000 артефактів, серед яких була зброя, яка отримала пізніше назву Меч Гоуцзяня. Він знаходився поруч з одним з кістяків в герметичному дерев'яному футлярі. Коли меч витягли з нього і вийняли з піхов, виявилося, що на клинку немає слідів іржі. Крім того, він зберіг ідеальну заточку: дослідник, який необережно торкнувся леза, порізався до крові. Подальші експерименти показали, що меч може розрізати стопку паперу в 20 листів.

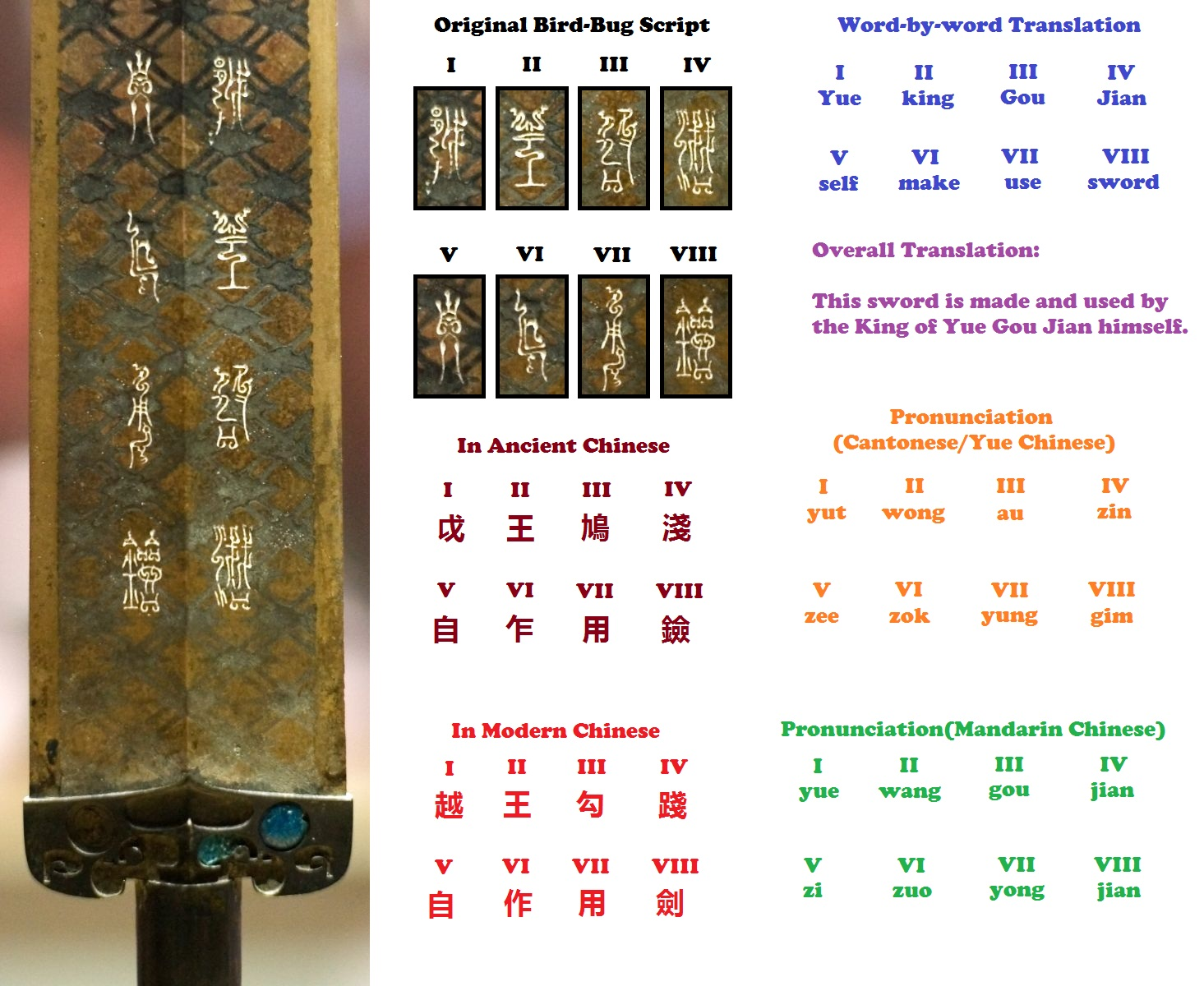
Розшифровка написів на мечі Гоуцзяня

Зброю викувано з бронзи з високим вмістом міді, низьким заліза і свинцю. Кромки виконані з олова. Пізніше були проведені важливі дослідження в галузі вивчення стійкості сплаву, з якого виготовлений меч, до окислення; як з'ясувалося, вік його складає близько 2500 років.
Клинок покритий гравіруванням у вигляді симетричного повторюваного візерунка з чорних ромбів. Причому частка сірки, як передбачалося, зменшує ймовірність потьмяніння візерунка, оскільки має антикорозійні властивості. П'ята клинка інкрустована глазур'ю і бірюзою, держак обмотаний шовком, навершя зібрано з 11 концентричних кіл. Довжина меча складає 55,7 см (включаючи руків'я 8,4 см), ширина клинка — 4,6 см. Маса зброї 875 грам.
| Кількість елементів у відсотках,% | Кількість елементів у відсотках,% | Кількість елементів у відсотках,% | Кількість елементів у відсотках,% | Кількість елементів у відсотках,% | Кількість елементів у відсотках,% | Кількість елементів у відсотках,% |
| складові                          | Мідь                              | Олово                             | Свинець                           | Залізо                            | Сірка                             | Миш'як                            |
| --------------------------------- | --------------------------------- | --------------------------------- | --------------------------------- | --------------------------------- | --------------------------------- | --------------------------------- |
| клинок                            | 80,3                              | 18,8                              | 0,4                               | 0,4                               | 0                                 | мала частка                       |
| жовтий патерн                     | 83,1                              | 15,2                              | 0,8                               | 0,8                               | 0                                 | мала частка                       |
| темний патерн                     | 73,9                              | 22,8                              | 1,4                               | 1,8                               | мала частка                       | мала частка                       |
| темна область                     | 68,2                              | 29,1                              | 0,9                               | 1,2                               | 0,5                               | мала частка                       |
| вістря                            | 57,3                              | 29,6                              | 8,7                               | 3,4                               | 0,9                               | мала частка                       |
| серединне ребро                   | 41,5                              | 42,6                              | 6,1                               | 3,7                               | 5,9                               | мала частка                       |

## Завдання шкоди
У той час як артефакт у рамках культурного обміну для подальшої демонстрації на виставці 1994 був переданий в оренду Сінгапуру, один з працівників випадково вдарив мечем по корпусу, внаслідок чого на ньому утворилася 7-міліметрова тріщина. Відтоді Китай заборонив вивозити меч з країни, а в 2013 році офіційно вніс артефакт до списку китайських культурних реліквій, заборонених до експонування за кордоном .

## Ресурси Інтернету
- Sina.com's collection of stories [Архівовано 22 вересня 2019 у Wayback Machine.](кит.)
- Sword of Goujian [Архівовано 11 жовтня 2018 у Wayback Machine.](кит.)
- King Goujian and his Sword(англ.) в Архіві Інтернету
- 12 самых знаменитых мечей, о которых слагали легенды [Архівовано 22 вересня 2019 у Wayback Machine.](рос.)